# Jiří-Orten-Preis
Der Jiří-Orten-Preis (Original: Cena Jiřího Ortena) ist ein tschechischer Literaturpreis. Er wurde ursprünglich 1987 zu Ehren des jung verstorbenen Dichters Jiří Orten von Jindřich Pokorný und Vladimír Pistorius mit Hilfe des Verlages Mladá fronta gestiftet. Ausgezeichnet werden sollten ausschließlich Werke junger Autoren bis zum Alter von 30 Jahren, wobei offen ist, ob es sich um prosaische oder poetische Literatur handelt. In jüngster Zeit übernahmen das Tschechische Kulturministerium und der Verband der Buchhändler die Schirmherrschaft über den Preis, der aktuell mit 50.000 Kronen dotiert ist. 

## Preisträger von 1987 bis 2007
- 1987: Zuzana Brabcová für Daleko od stromu (Deutsch: Weit vom Baum, Rowohlt 1991, ISBN 3-87134-013-8)
- 1988: Martin M. Šimečka für Žabí rok
- 1989: Petr Placák für Medorek
- 1990: Tereza Boučková für Indiánský běh (Deutsch: Indianerlauf, Rowohlt 1996, ISBN 3-87134-076-6)
- 1991: Vít Kremlička für Lodní deník
- 1992: Jaroslav Pížl für Manévry
- 1993: Michal Viewegh für Báječná léta pod psa (Deutsch: Blendende Jahre für Hunde, Kiepenheuer & Witsch 1998, ISBN 3-462-02743-3)
- 1994: Jaromír Typlt für Ztracené peklo
- 1995: Petr Borkovec für Ochoz
- 1996: Božena Správcová für Výmluva
- 1997: Jan Jandourek für V jámě lvové
- 1998: Bogdan Trojak für Pan Twardowski
- 1999: Pavel Brycz für Jsem město
- 2000: Věra Rosí für Holý bílý kmen
- 2001: Preis wurde nicht vergeben
- 2002: Martin Langer für Pití octa und Jaroslav Rudiš für Nebe pod Berlínem (Deutsch: Der Himmel unter Berlin, Rowohlt 2004, ISBN  	3-87134-496-6)
- 2003: Radek Malý für Vraní zpěvy
- 2004: Marie Šťastná für Krajina s Ofélií
- 2005: Kateřina Kováčová für Hnízda
- 2006: Marek Šindelka für Strychnin a jiné básně
- 2007: Petra Hůlová für Umělohmotný třípokoj (Deutsch: Dreizimmerwohnung aus Plastik, Kiepenheuer & Witsch 2013, ISBN 978-3-462-04522-2) und Jonáš Hájek für Suť

## Preisträger und Nominierte seit 2008
2008
Petra Soukupová für K moři
Bára Gregorová für Kámen – hora – papír
Ondřej Macura für Indicie
2009
Jana Šrámková für Hruškadóttir
Jakuba Katalpa für Hořké moře
Jakub Řehák für Světla mezi prkny
2010
Jan Těsnohlídek für Násilí bez předsudků
Jan Němec für Hra pro čtyři ruce
Kateřina Tučková für Vyhnání Gerty Schnirch
2011
Františka Jirousová für Vyhnanci
Zuzana Frantová für Vikinská princezna aneb Velké velrybí vyprávění
Jaroslav Balvín für Mácha: Deníky. Turistický průvodce
2012
Vratislav Maňák für Šaty z igelitu
Ondřej Buddeus für 55 007 znaků včetně mezer a Orangutan v zajetí má sklony k obezitě
Michaela Keroušová für Nemístnosti
2013
Ondřej Buddeus für Rorýsy
Tomáš Gabriel für Tak černý kůň tak pozdě v noci
Jaroslav Žváček für Lístek na cestu z pekla
2014
Ondřej Hanus für Výjevy
Martin Poch für Jindřich Jerusalem
Jonáš Zbořil für Podolí
2015
Alžběta Stančáková für Co s tím
Alžběta Michalová für Zřetelně nevyprávíš
Luboš Svoboda für Vypadáme, že máváme
2016
Sára Vybíralová für Spoušť
Zuzana Lazarová für Železná košile
Helena Černohorská für O trudném konci Marie Večeřové a korunního prince Rudolfa
2017
Zuzana Kultánová für Augustin Zimmerman
Dominik Melichar für Schýlené tělo
Jan Nemček für Proluka
2018
Ondřej Macl für Miluji svou babičku víc než mladé dívky
Lucie Faulerová für Lapači prachu
Emma Kausc für Cykly
2019
Anna Cima für Probudím se na Šibuji
Vojtěch Matocha für Prašina
Jan Škrob für Reál
2020
Hana Lehečková für Svatá hlava
Přemysl Krejčík für Malej NY
Ladislav Slezák für Mount Anne
2021
Šimon Leitgeb für Betonová pláž
Gábina Pokorná für V hlavě: Ze zápisků mladé schizofreničky
Klára Vlasáková für Praskliny